# Kókuszdió Fred
A Kókuszdió Fred (eredeti cím: Coconut Fred's Fruit Salad Island) 2005-től 2006-ig futott amerikai televíziós rajzfilmsorozat, amelyet a Warner Bros. gyártott. Amerikában a Kids' WB vetítette 2005 és 2006 között. Magyarországon az RTL Klub sugározta a Kölyökklub című műsorblokkban. A sorozat főszereplője Kókuszdió Fred, aki barátaival él Gyümölcssaláta-szigeten, ahol csak gyümölcsök laknak. Fred folyamatosan kitalál valamit vagy történik vele egy olyan esemény, mely segítségével barátaival hatalmas kalandokba keveredik. Fred azáltal nagyon különleges, hogy amit elképzel, az gyakran valóra válik – a többi lakó, főleg Dinnye úr bánatára.

## Szereplők
- Kókuszdió Fred – egy naiv kókuszdió. Különleges képessége, hogy amit elképzel, az valóra válik, így találkozhatunk a szigeten szörnyekkel, űrlényekkel stb. Fred hiperaktív, mellyel gyakran őrületbe keveri a strandklub vezetőjét, Dinnye urat. Fred nem ismeri a lazulás, a sajnálom és egyéb ilyen szavakat. Egy fán lévő házban él, de van egy különféle tárgyakkal teli Diókunyhója, ahol található egy félkarú rablós tiki is, amitől Fred gyakran kér segítséget.
- Béni és Béci – Fred banán iker barátai, akik ugyanolyan ruhát hordanak. Iszonyatosan buták, gyakran mondanak értelmetlen szavakat, vagy értelmetlen szóösszetételeket használnak. Mivel ugyanolyan buták mint Fred, ezért gyakran belemennek Fred ötleteibe. Imádják a kanadai bacon-t.
- Cserkó – egy cseresznyefiú, Fred barátja és Dinnye úr jobb keze. Ő írja fel a nyikorgó táblára a Dinnye úr Fred ellen hozott szabályait. Iszonyatosan félénk, házát riasztófelszerelésekkel rakta tele, és egy hatalmas éjjeli lámpája van.
- Bunga – egy eper, aki úgy viselkedik mint egy ősember és egy kutya. Bunga egy az ő fajtájával teli kisvárosból jött, és egy nagyon fura nyelvet beszél, amit csak Fred ért. Kinézete ellenére nagyon okos.
- Dinnye úr – a strandklub vezetője és Fred ballépéseinek gyakori áldozata. Ha Fred úszóversenyt akar rendezni vagy éppen homokágyút akar építeni, akkor Dinnye úr felíratja Cserkóval a nyikorgó táblára, hogy A strandklub területén tilos az úszóverseny. A tábla már tele van Fred miatt létrejött szabályokkal. Dinnye úr egy homokvárban él, és legszívesebben egész nap csak napozna.
- Citromfej – egy tengerész citrom, aki még régen hajótörést szenvedett Fred miatt. Citromfej szerelme Berta, a hajójának sellő dísze. Mióta hajótörést szenvedett, azóta próbál menekülni a szigetről, de mindig megakadályozza valami, ez általában Fred, de volt hogy Dinnye úr volt az.
- Szilvai néni – egy idős szilva, aki kora ellenére hiperaktív. Fredék gyakran segítenek neki.
- Döme – egy agresszív alma, aki gyakran bántalmazza a kisebeket. Zsebében tartja titkárát, Blackberry-t, aki felírja hogy Döme kit mikor ver meg.
- Vilmos doktor – fogorvos, ő kezeli Fred fogait is. A rendelője belsejében található minden, amit egy gyerek szeret, és emiatt Fred gyakran szeret hozzá járni.

## Szinkronhangok
| Szerep         | Eredeti hang    | Magyar hang     |
| -------------- | --------------- | --------------- |
| Kókuszdió Fred | Rob Paulsen     | Szabó Máté      |
| Béni           | Eric Bauza      |                 |
| Béci           | Eric Bauza      | Markovics Tamás |
| Cserkó         | Tracey Moore    | Molnár Ilona    |
| Bunga          | David Kaye      | saját hangján   |
| Dinnye úr      | Michael Donovan | Viczián Ottó    |
| Citromfej      | Brian Drummond  | Crespo Rodrigo  |

## Epizódok
| Epizód | Eredeti premier      | Magyar cím                         | Angol cím                                     |
| ------ | -------------------- | ---------------------------------- | --------------------------------------------- |
| 01.    | 2005. szeptember 17. | Mi újság, emberek??                | No News is Good News                          |
| 01.    | 2005. szeptember 17. | Galiba bajnok                      | Master of Disaster                            |
| 02.    | 2005. szeptember 24. | Hókusz Pókusz                      | Hocus Pocus Lack of Focus                     |
| 02.    | 2005. szeptember 24. | A vidám hotel                      | Amuse Otel                                    |
| 03.    | 2005. október 1.     | Fogas kérdés                       | Fruit Canal                                   |
| 03.    | 2005. október 1.     | Citrom a vízben!                   | Lemon Overboard                               |
| 04.    | 2005. október 8.     | Fred, a szabálykirály              | Fred Rules!                                   |
| 04.    | 2005. október 8.     | Szörnyek szigete                   | Monster Island                                |
| 05.    | 2005. október 29.    | Kutyaharapás szőrével              | A Bad Case Of The Fruitcups                   |
| 05.    | 2005. október 29.    | Kalóz csemege                      | Fruity Booty                                  |
| 06.    | 2005. november 5.    | Dilinyós detektív                  | Nutcase                                       |
| 06.    | 2005. november 5.    | A kemény alma                      | One Bad Apple                                 |
| 07.    | 2005. november 12.   | Golfőrültek                        | Bananas For Golf                              |
| 07.    | 2005. november 12.   | A dinnye trófea                    | Fruitball Heroes                              |
| 08.    | 2005. november 19.   | Egy hideg nap                      | A Cold Day On Fruit Salad Island              |
| 08.    | 2005. november 19.   | 5 dada és egy baba                 | Five Nuts and a Baby                          |
| 09.    | 2005. november 26.   | Kalyiba galiba                     | Banana Cabana                                 |
| 09.    | 2005. november 26.   | Jóból is megárt a sok              | Coconut Freds                                 |
| 10.    | 2006. május 6.       | Dió Kapitány és a szupergyümölcsök | Captain Nut and the Power Fruits              |
| 11.    | 2006. május 13.      | Majom bajok                        | Monkey Business                               |
| 11.    | 2006. május 13.      | Sir Lükelot                        | Sir Nutalot                                   |
| 12.    | 2006. május 20.      | Szemét vagy hiús                   | One Fruit's Trash is Another Fruit's Treasure |
| 12.    | 2006. május 20.      | Űrlakók, reszkessetek              | Turn on Your Nut Light                        |
| 13.    | 2006. május 27.      | Zöldcsíkos Zénó                    | The Ripley Van Ripend Book of World Records   |
| 13.    | 2006. május 27.      | Időutazás                          | Frozen in Time                                |

## Érdekességek
- Rob Paulsen (a főszereplő eredeti hangja) a Talkin' Toons with Rob Paulsen című podcastjében arról nyilatkozott, hogy megbánta a karakter szinkronizálását, mert az ő véleménye szerint ez a sorozat nem más volt, mint a Spongyabob Kockanadrág szégyentelen másolata.[1]
- A sorozat ötletét a Warner előtt eredetileg a Disney-nek vetették fel.[1]